# Cleopatra Stratan
Cleopatra Stratan (Chișinău, 2002. október 6. –) Pavel Stratan moldovai román énekes lánya, aki egyike a legfiatalabbként számon tartott hivatásos énekeseknek. 2006-os albumának címe: La vârsta de trei ani („Háromévesen”).

## Élete
Édesapja, (Pavel Stratan) éppen egy stúdiófelvételen volt a hároméves lánnyal, és Cleopatra körülzsongta.
Egyszer csak megragadta a mikrofont és Pavellal együtt énekelni kezdett.
Mindenki meglepetésére sokkal jobb lett a felvétel Cleopatra énekétől, sőt, jobb lett, mint Pavellel.
Ez a szám a „Mama” volt. Később több másik zeneszám következett, míg össze nem állt egy teljes album. Végül koncertezni kezdtek.
Néhányan javasolták (mivel fiatalabb, mint Shirley Temple), hogy kerüljön be a Guinness Rekordok Könyvébe,
mint a legfiatalabb tehetség, aki a színpadon is megmutatta magát, valamint saját albummal rendelkezik.
A kis énekesnőnek Romániában, Moldovában és az egész világon széles rajongói tábora van.
Több dalát lefordították angolra és spanyolra, mint például a legnépszerűbb „Ghiță” című dalt is.
A La vârsta de trei ani („Háromévesen”) című album dupla platina lett 2006 nyarán,
több mint százötvenezer példányban kelt el csak Romániában.
2006 decemberében édesapja bejelentette, hogy a következő album megjelenéséig (egy-két évig) nem adnak több nyilvános koncertet, ekkorra már tripla platina volt az album.
2008-ban több jelentős esemény is történt életében. Megjelent második albuma, mely egyszerűen csak a La vârsta de 5 ani címet kapta (ezen a korongon hallható a Zunea-Zunea című szám is). December 18-án megszületett kistestvére, Cezar (akinek Cleopatra adta a nevét). A koncertek újra megkezdődtek...

## Albumok

### La vârsta de 3 ani (2006)
| ének              | idő     |
| Ghiță             | 3' 17'' |
| Cuțu              | 3' 07'' |
| Te-am întâlnit    | 2' 38'' |
| Șansa             | 2' 22'' |
| Noapte bună!      | 3' 54'' |
| Număr pân' la unu | 2' 45'' |
| Mama              | 3' 58'' |
| Surprize          | 3' 28'' |
| Zuzu-zuzu         | 2' 08'' |
| Oare cât?         | 2' 01'' |
| Pasărea pistruie  | 3' 44'' |

### La vârsta de 5 ani (2008)
| Ének                      | Idő     |
| Zunea-Zunea               | 2' 59'' |
| Elefantul și furnica      | 3' 04'' |
| Lupul, iezii și vizorul   | 4' 17'' |
| Vino, te aștept           | 3' 00'' |
| Cățeluș cu părul creț     | 3' 28'' |
| Dăruiește                 | 3' 45'' |
| Gâște-gâște               | 2' 43'' |
| Melc-melc                 | 2' 42'' |
| Refrenul dulcilor povești | 3' 00'' |
| Va veni o zi-ntr-o zi     | 3' 27'' |

- Crăciun Magic (Magic Christmas) (2009 Christmas Album, Total length: 43:48)

1. Domn, Domn, să-nălţăm (Lord, Lord Be Blessed) 3:10
2. Îngerii şoptesc (Angels Whisper) 3:38
3. Steaua sus răsare (The Star Rises Up) 2:44
4. Deschide uşa, Creştine (Open The Door, Christian) 5:33
5. A venit, a venit iarna (The Winter Has Come) 3:41
6. La Betleem colo-n jos (Down There In Bethlehem) 3:02
7. Într-un miez de noapte (In A Midnight) 3:50
8. Leru-i Doamne (Oh Lord) 4:19
9. Florile dalbe (White Flowers) 3:04
10. Seara de Crăciun frumos (Beautiful Christmas Night) 4:23
11. Astăzi s-a Născut Hristos (Christ Was Born Today) 2:42
12. Maria şi Iosif colindă (Mary And Joseph Wander) 3:04

- Melodii Pentru Copii (2012) (June 1, 2012)

1. Când Voi Creşte Mare
2. Moş Martin
3. Mama Mea e Cea Mai
4. Vesel Iepuraş
5. Frăţiorul Meu
6. Trei Buburuze
7. Hopa-hop
8. Ursuleţul Bambulică
9. Pentru Noi Doi
10. Parcul Zoologic

## Hivatkozás
1. ↑  „Cleo, la ultimul concert?”, Evenimentul Zilei, 2006. december 12.
2. 1 2  Durata este exprimată în minute.